# Mauricio Macri
  Mauricio Macri    (Tandil, 8 de febrer de 1959), de nom complet Mauricio Macri Blanco Villegas, és un enginyer civil, polític, empresari i dirigent esportiu argentí. Fou cap de govern de la Ciutat de Buenos Aires al període 2007-2015 i President de la Nació Argentina al període 2015-2019.

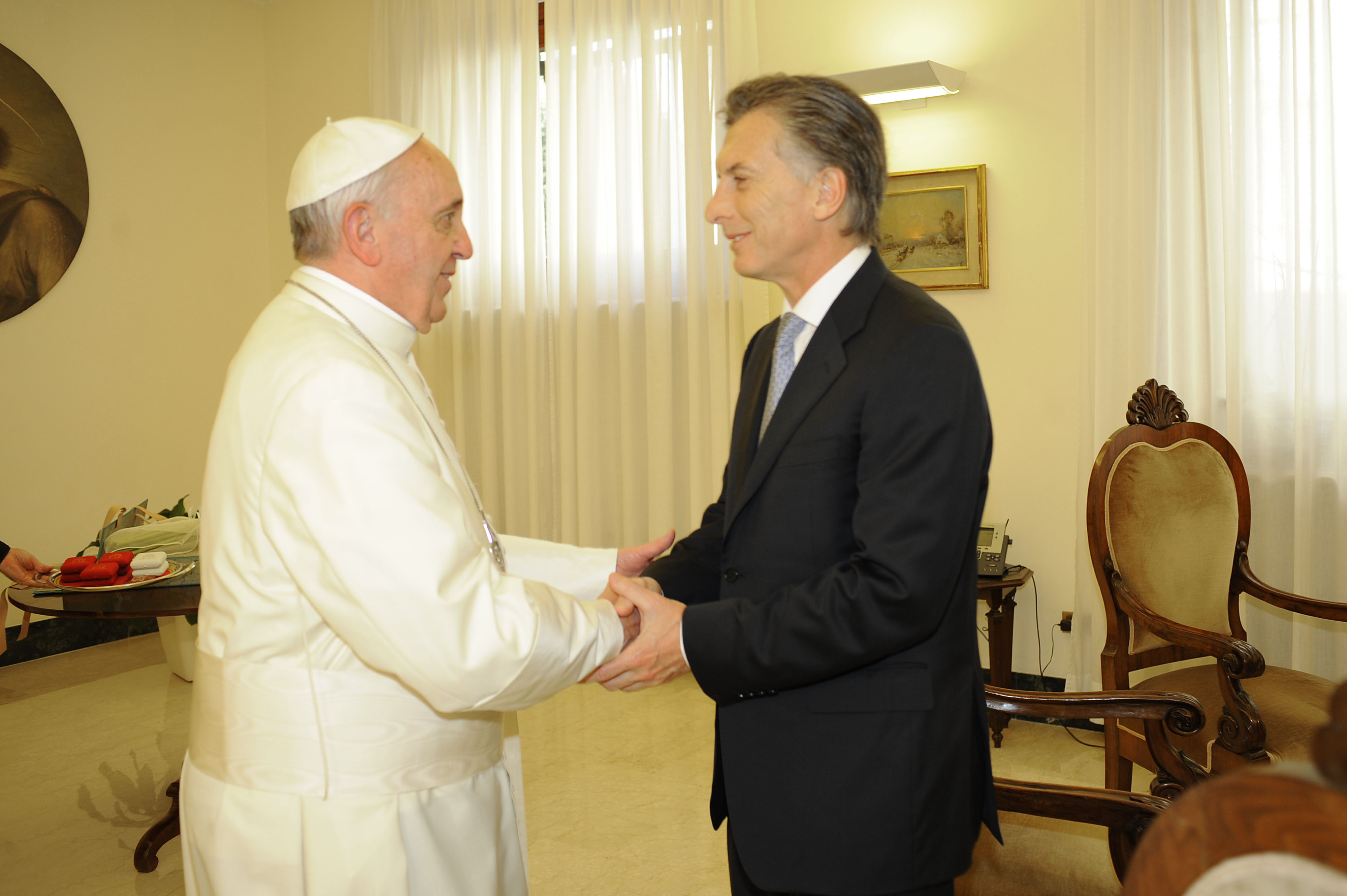
Trobada de Macri amb el Papa Francesc.

Va exercir com a enginyer civil diplomat per la Universitat Catòlica Argentina en la dècada de 1980; va treballar en diverses empreses del país com Citibank i el mateix Grup Macri, va ser president del Club Atlètic Boca Juniors entre 1995 i 2008, diputat per Capital Federal entre 2005 i 2007 i cap de govern de la mateixa entre 2007 i 2015.
El 2003 va crear el partit Compromís per al Canvi, amb en el qual el 2007 va dirigir l'aliança electoral Proposta Republicana més conegut per la sigla PRO.
El 22 de novembre de 2015, va guanyar la primera segona volta en la història del país sent candidat per l'aliança Canviem i vencent a Daniel Scioli, candidat del Front per a la Victòria, convertint-se en el president electe de l'Argentina. Va assumir el càrrec el 10 de desembre de 2015.

## Biografia
Va cursar els seus estudis primaris i secundaris en el Col·legi Cardenal Newman, on va conèixer a Nicolás Caputo, amb qui va establir una amistat íntima, que es mantindrà al llarg de la seva vida i que es manifestarà en la vida empresarial i política. Així mateix, també va ser alumne de la Universitat de Colúmbia a Nova York, la Universitat de Pennsilvània de Filadèlfia i va cursar breument a la Universitat del Centre d'Estudis Macroeconòmics de l'Argentina per després acabar els seus estudis a la Universitat Catòlica Argentina, com a enginyer civil.
La seva experiència laboral es va iniciar a l'empresa Sideco Americana S. A., especialitzada en obres civils, exercint durant tres anys com a analista júnior i posteriorment com a analista sènior. El 1983 va fundar juntament amb el seu amic Nicolás Caputo l'empresa Mirgor S.A., de la qual Macri es va retirar l'any 1994.
En 1984 va treballar en el Departament de Crèdit del banc Citibank de Buenos Aires. El mateix any es va incorporar a Socma, companyia del seu pare, que sintetitza l'acció empresarial de les societats del Grup Macri i des de 1985 va exercir com el seu gerent general.
Després va pilotar l'expansió del grup a Veneçuela i a Colòmbia, i el 1985 va assumir el càrrec de gerent general de Socma Inversora. Dos anys més tard, ja era vicepresident executiu de Sideco i, al cap de poc, president de Sideco Stone i de Vipcom, i vicepresident de Perfomar SA i de Fernando Marín Produccions Publicitàries SA. Als 30 anys, Mauricio Macri havia deixat de ser una promesa i s'havia convertit en executiu d'un hòlding en creixement, Socma, dirigit des de les Torres de Catalinas, a Retiro, Buenos Aires, que facturava 700 milions de dòlars anuals.
El 1991 va ser segrestat i durant 12 dies va romandre en captivitat fins que va ser alliberat després del pagament de sis milions de dòlars. Els segrestadors van ser posteriorment capturats, comprovant-se que en la seva majoria pertanyien a la Policia Federal, per la qual cosa es va anomenar «la Banda dels Comissaris». Van ser condemnats a penes d'entre deu anys i presó perpètua.
El 1992 va ocupar la vicepresidència de Sevel, empresa automotriu, fent-se càrrec de la presidència el 1994. L'endemà d'expressar la seva intenció de dedicar-se a la política, va ser processat per contraban agreujat en una causa relacionada amb el seu pare Franco Macri pel jutge Carlos Liporace, acusat d'una maniobra en la qual les empreses del grup presumptament estafaven a l'Estat argentí exportant a Uruguai autoparts i tornant-les a importar. L'empresa va insistir que totes les operacions van ser realitzades amb coneixement i autorització de la duana i finalment va recaure sentència ferma absolutòria dels càrrecs.
Si bé Macri era ja conegut per la seva activitat empresària, va adquirir notorietat pública en presidir el Club Atlético Boca Juniors des de 1995 fins al 2007.
Després del seu pas pel Boca Juniors, Macri va ser elegit diputat nacional per la Ciutat de Buenos Aires l'any 2005 i després Cap de Govern del mateix districte l'any 2007, sent reelegit per ocupar el mateix càrrec al juliol de 2011

### Família

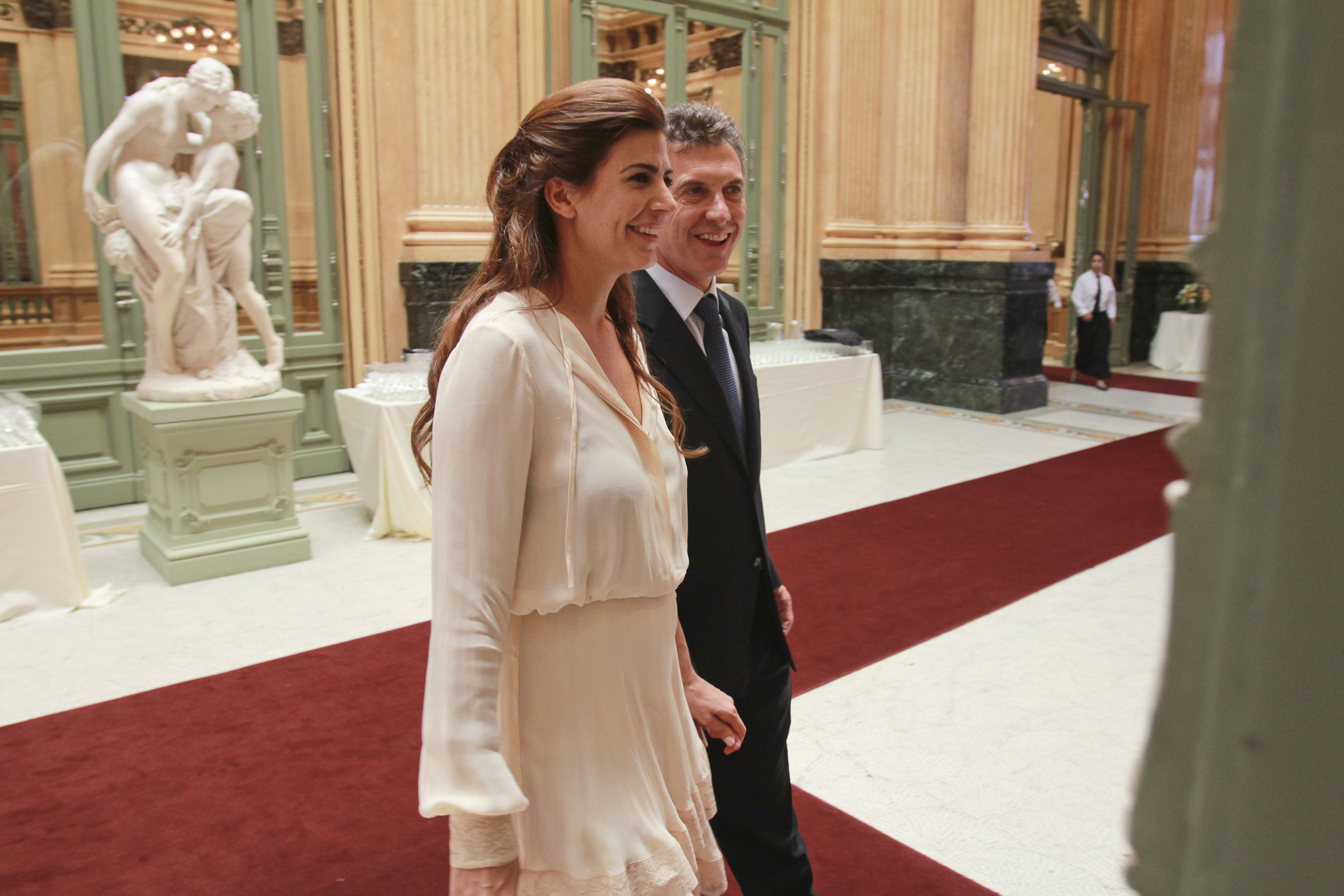
Macri al costat de Juliana Awada al Teatre Colón l'any 2011.

Mauricio Macri és pare de quatre fills i està casat des del 16 de novembre de 2010 amb l'empresària Juliana Awada (de 40 anys), amb qui té una filla (Antonia). Va descobrir una nova paternitat als 50 anys, sentint-se "meitat pare, meitat avi".
És el major de sis germans, i és fill d'Alicia Blanco Villegas i de l'empresari italià Francesco Macri (de 85 anys), nacionalitzat argentí i líder del Grup Macri-SOCMA, un dels més importants grups econòmics que ha desenvolupat activitats en automotors (Sevel), construcció (Sideco), residus (Manliba), correu (Correu Argentí), comunicació (Movicom), serveis (Pagament Fàcil), mineria, etc.

## Presidència de Boca Juniors
Al desembre de 1995 l'empresari Mauricio Macri va ser elegit president de Boca Juniors per 4.515 vots d'un total de 7.058, enfront d'Antonio Alegre, expresident també de Boca.
Una de les primeres mesures de Macri al capdavant de Boca Juniors va ser arribar a un acord amb el Club social y deportivo Parque que fins a aquest moment depenia del club Argentins Juniors, pel qual es faria càrrec de les despeses i aquest al seu torn proveiria de jugadors les categories inferiors de Boca. Per aquest club van passar figures com Carlos Tévez, Juan Román Riquelme, Nicolás Gaitán o Lucas Viatri, entre d'altres.

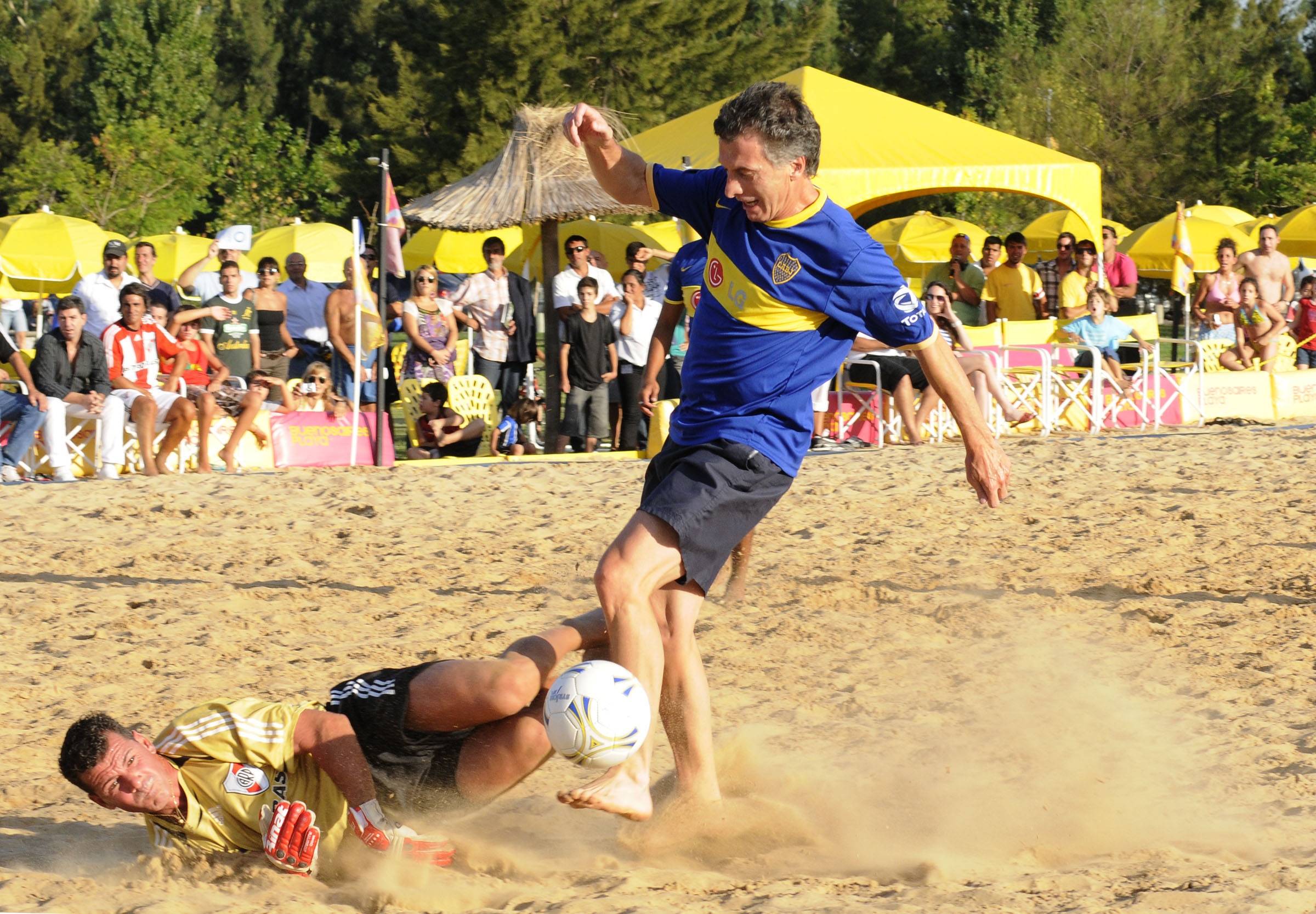
Mauricio Macri disputant un partit amistós de futbol platja.

El 1996, Macri va remodelar l'estadi demolint les antigues llotges que donaven al carrer Del Valle Iberlucea, reemplaçant-les per una petita tribuna. El 1997 va crear un Fons d'Inversió per a la compra de jugadors, al 50% per al Boca Juniors i l'altre 50% pels inversors. Macri va posar avals personals per 20 milions de dòlars per a aquest fons i va limitar el funcionament del mateix al període de la seva gestió al capdavant de Boca.
Macri va portar a treballar al club gent de les seves empreses i de les de la seva família; el cas més sonat va ser el del tresorer Orlando Salvestrini, insultat pels jugadors en el vestuari de l'estadi Allianz Parc de Palmeiras. Tot i que el club tenia superàvit, Macri va retallar els sous dels jugadors i de tots els treballadors, incloent la metgessa del club. El 1999 va guanyar novament les eleccions a president de Boca Juniors amb el 86% dels vots. En 2003 va ser reelegit novament en el càrrec que va ocupar fins a 2007.
El 27 de febrer de 2008, Macri va tornar a assumir la presidència del club Boca Juniors, a causa d'una sentència de la Inspecció General de Justícia que va anul·lar les eleccions internes i va ordenar que es restablissin els càrrecs anteriors, entre els quals es trobava Mauricio Macri. La decisió de Macri d'assumir efectivament la presidència del club, sent al mateix temps cap de govern de la Ciutat de Buenos Aires, va ser criticada per diversos diputats i referents de l'oposició, destacant que l'article 98 de la Constitució de la Ciutat de Buenos Aires prohibeix l'exercici d'un altre càrrec per part del cap de govern. Macri va justificar la seva conducta dient que es tractava de l'ordre d'un jutge que ell havia d'obeir.

### Balanç futbolístic de la gestió
Durant la seva gestió al capdavant del Boca Júniors, l'equip va obtenir 17 títols (aconseguint 11 títols internacionals en 8 anys) la qual cosa el va consagrar com el president de la institució que més títols futbolístics ha obtingut, desplaçant a l'històric Alberto J. Armant al segon lloc, amb dotze títols totals. Boca va ser reconegut com el millor equip de la dècada de 2010 per a Amèrica del Sud per la Federació Internacional d'Història i Estadística del Futbol.

## Activitat política

### Creació deCompromiso por el Cambioi eleccions de 2003
Al començament de 2003 va fundar el partit Compromso por el Cambio, sent també designat president del mateix i es va presentar a les eleccions com a candidat a cap de govern de la Ciutat Autònoma de Buenos Aires al costat d'Horaci Rodríguez Larreta. En primera volta va obtenir el 37,55% dels vots, mentre que la fórmula oficialista integrada pel llavors cap de govern Aníbal Ibarra i Jorge Telerman va obtenir el 33,54%. Com per accedir al càrrec es necessita la majoria absoluta dels vots vàlidament emesos, l'elecció es va decidir en una segona volta entre Macri i Ibarra. La fórmula del llavors cap de govern va obtenir el 53,48% dels vots i la de Macri el 46,52%, produint-se la reelecció d'Aníbal Ibarra.

### Creació del PRO

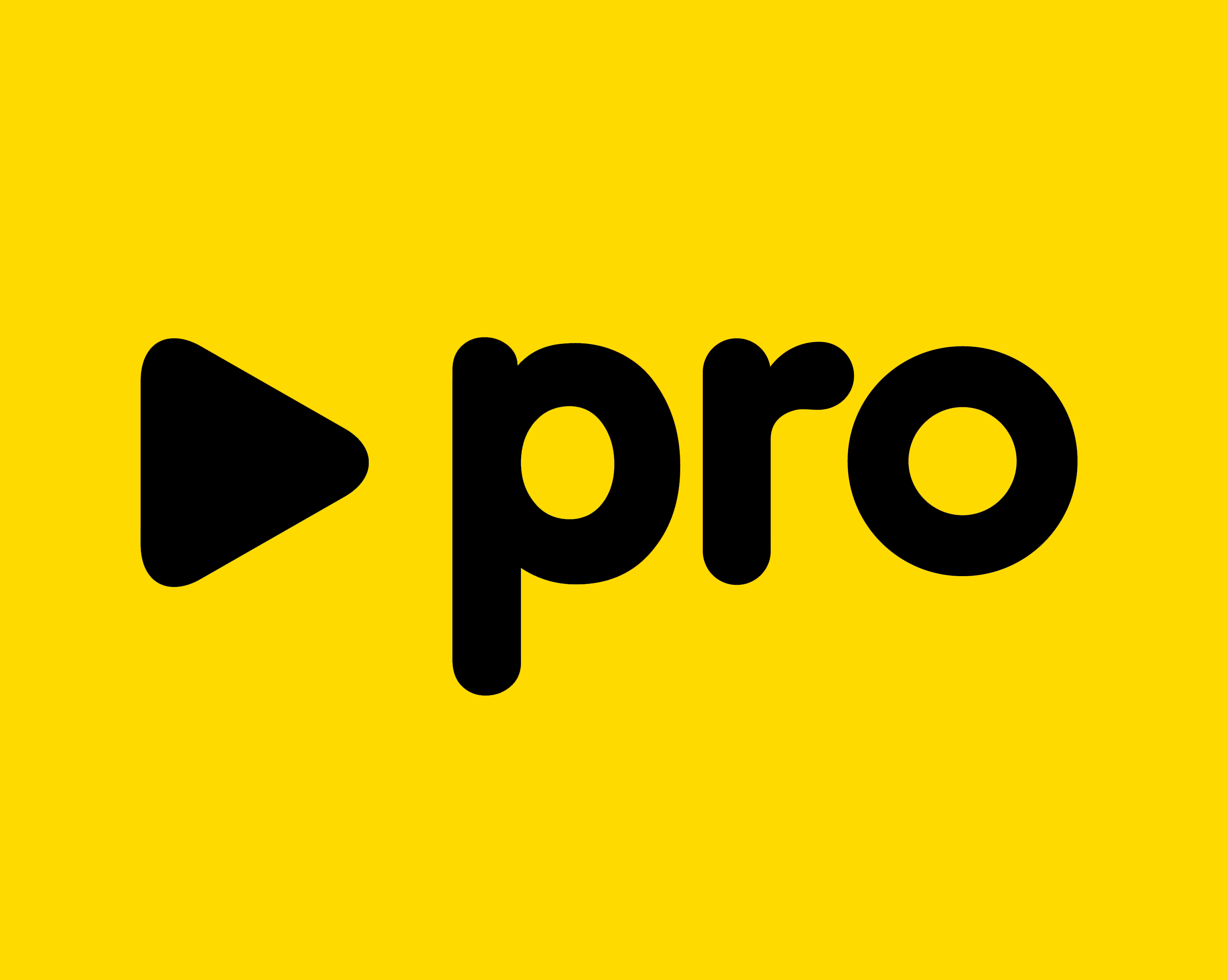
Logo de l'aliança electoral PRO (Proposta Republicana), formada arran d'un acord entre Macri i Ricardo López Murphy, del partit Recrear per al Creixement.

L'any 2005 va crear juntament amb Ricardo López Murphy, president del partit Recrear per al Creixement, l'aliança electoral Propuesta Republicana, per la qual el publicista Ernesto Savaglio va encunyar el nom PRO.

### Eleccions de 2005 a diputat nacional
Es va presentar com a candidat a diputat nacional en el districte de la Ciutat de Buenos Aires, competint contra Elisa Carrió i Rafael Bielsa. En aquesta elecció Macri va obtenir el 33,9% dels vots, mentre que Elisa Carrió va obtenir el 21,9% i Rafael Bielsa el 20,3%. Durant l'any 2006, va alternar la seva activitat com a diputat al Congrés Nacional amb la presidència de Boca Juniors.
Va ser criticat per la seva escassa assistència a les votacions. En 2006, va concórrer a 32 de les 51 sessions i solament va estar en 36 de les 280 votacions.
L'any 2007 es va trobar absent en totes les sessions i votacions de la Cambra de diputats, la qual cosa va ser criticat per l'oposició. En la seva defensa, Mauricio Macri va sostenir que el Congrés «és un lloc en el qual no es debaten idees, les lleis són paquets tancats que envia l'oficialisme i els legisladors són “levantamanos”».

### Eleccions de 2007 a cap de govern
En 2007 Mauricio Macri es va postular novament per a Cap de govern de la Ciutat de Buenos Aires.
Durant la campanya electoral, en una entrevista al programa televisiu Tres Poderes, Macri va traçar una semblança positiva del brigadier Osvaldo Cacciatore, intendent de Buenos Aires durant l'última dictadura militar: "Va ser l'últim que va pensar la ciutat de Buenos Aires". L'afirmació li va valer un qüestionament del seu adversari Daniel Filmus i seria recordada en crítiques posteriors a la seva política com a cap de Govern.

### Eleccions de 2011 a cap de govern
El 2010 Macri va tornar a expressar les seves intencions de ser candidat presidencial; però al maig de 2011 va desistir per competir per la seva reelecció com a cap de govern de la Ciutat Autònoma de Buenos Aires.
El juliol de 2011, després d'una segona volta contra Daniel Filmus, va obtenir la seva reelecció amb el 64,25% dels vots.

### Candidat a la presidència
Al març del 2015 el PRO es va unir a la Unió Cívica Radical amb l'objectiu de constituir una aliança per a les eleccions d'aquest any. Al juny va ser presentat el front «Canviem».
Per a les primàries, la fórmula Mauricio Macri-Gabriela Michetti va competir amb Ernesto Sanz i Elisa Carrió. Macri va guanyar la candidatura i va ser segon a tot el país darrere de Scioli.
L'elecció presidencial es va desenvolupar el 25 d'octubre, on Macri va avantatjar per moments a Scioli, i després els resultats es van invertir deixant a Scioli amb el 36,86% dels vots i a Macri amb el 34,33%.
La segona volta està prevista per al diumenge 22 de novembre.

## Cap de govern

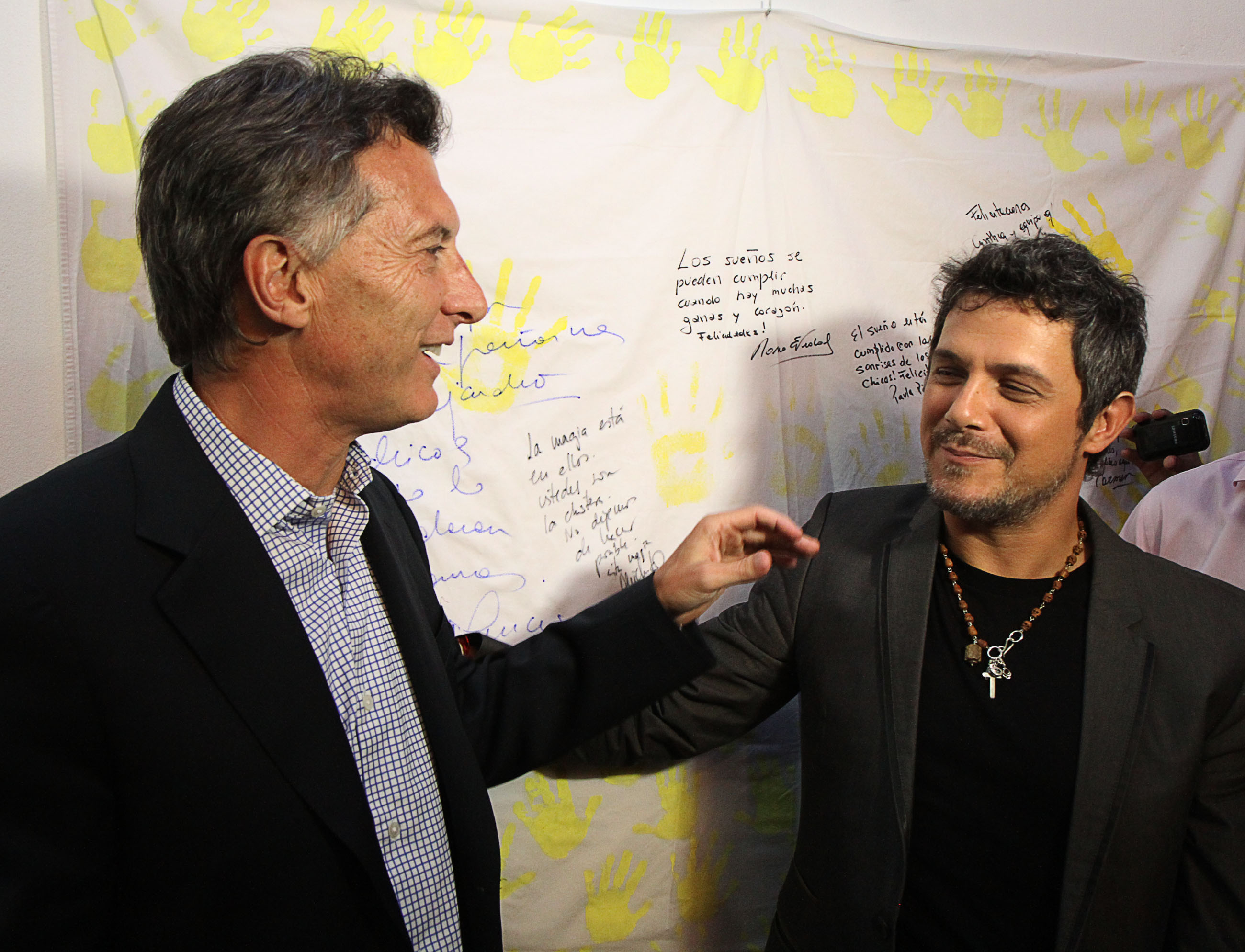
Macri al costat del cantant espanyol Alejandro Sanz.

En la gestió de Macri a la Ciutat de Buenos Aires va destacar la reparació d'escoles que es trobaven en mal estat, el canal alleujador de Maldonado, l'enreixat d'una de cada tres places. En matèria de salut destaca la inversió tecnològica en salut pública, la creació de la Policia Metropolitana de Buenos Aires, per combatre la inseguretat. Les majors crítiques de la seva gestió fan referència a l'excessiu creixement del deute públic.
En 2007 el diputat Mauricio Macri aspirava a ser candidat presidencial en un espai que compartiria amb el llavors governador de la província de Neuquén, Jorge Sobisch, però mai es va concretar. El 3 de juny de 2007 es va celebrar la primera volta de les eleccions a cap de govern porteño. En ella, la fórmula Mauricio Macri-Gabriela Michetti va superar el 45,6% dels vots, seguida per la llista Daniel Filmus-Carlos Heller (23,7%), del Front per a la Victòria. En tercer lloc es va situar el llavors cap de govern, Jorge Telerman i el seu company de fórmula Enrique Olivera (20,7%). Tres setmanes més tard, el 24 de juny, es va celebrar una segona volta entre les dues fórmules més votades i Macri es va imposar amb un 60,9% dels vots, contra 39,04% de Filmus.

### Primer mandat
Va jurar al costat de Gabriela Michetti el 9 de desembre de 2007, assumint formalment un dia després.
Entre les seves primeres obres de govern, destaquen la reobertura del Teatre Colón pel Bicentenari de l'Argentina. Al desembre de 2007, es va sancionar la Llei d'Emergència dels Edificis, amb 43 vots a favor i 2 en contra, destinant-se la meitat del pressupost total de l'Adreça d'Infraestructura escolar. Des de principis de 2008, el govern de la ciutat va començar a implementar un pla de recuperació de l'espai públic, que va consistir en la reparació d'aquells carrers que es trobaven en mal estat, els quals van ser pavimentats o reparats.
A finals de 2009 Macri va ser centre de baralles pel presumpte espionatge a ciutadans porteños. El juliol de 2010, el Govern nacional va aconseguir tancar diversos acords amb la Xina que van significar la renovació de centenars de vagons per a les línies del metro de Buenos Aires.
Pel bicentenari de la revolució de Maig, Macri va ser amfitrió de diverses de les celebracions, amb recitals de rock, tango, música llatina; desfilades militars i civils; trobades esportives i el megashow del 25 de maig, entre d'altres.
S'ha presentat a la legislatura porteña un informe que explica que el Cap de Govern d'un total de 3.225 lleis ha deixat sense reglamentar, conforme el mandat constitucional (art. 102 CCABA) el 12% d'aquest total al 15 d'agost de 2010. Al maig de 2011 es va engegar per primera vegada el sistema d'obtenció de torns en diversos hospitals públics que elimina les cues per a obtenció de torns en forma personal.

### Segon mandat

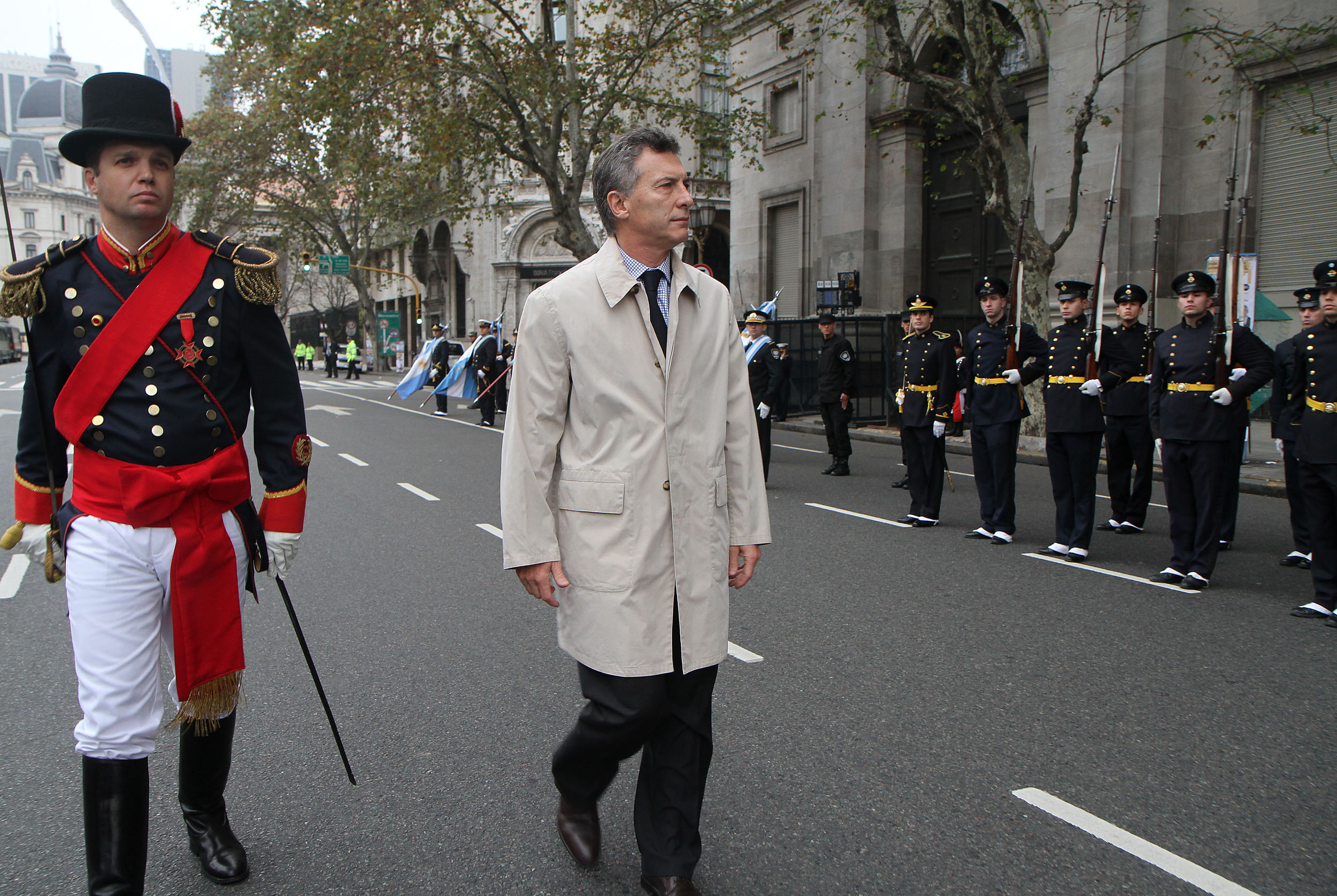
Macri en els actes pel 202º aniversari de la Revolució de Maig.

El 2011 Macri es va presentar a la reelecció per a cap de govern (amb María Eugenia Vidal com a vicecap) i va obtenir en primera volta el 47% dels vots, enfront del 28% de Daniel Filmus i el 13% de Fernando Solanes però no va aconseguir l'elecció directa, per la qual cosa va haver de dirimir-se l'elecció en segona votació, en el qual va obtenir el 64,3% enfront del 35,75% del candidat kirchnerista Daniel Filmus.
El 2012, Macri va vetar la realització del Congrés Pedagògic 2012 que hagués propiciat el debat sobre el futur de l'educació escolar porteña. Més endavant, milers d'estudiants van prendre els col·legis amb una escassa protecció policial. Cap a la fi del 2013, el govern porteño portava invertits més de 100 milions de pesos en equipament, incorporant-se 700 equips mèdics al sistema públic de salut, entre els quals destaquen, a més dels tomògrafs, 12 torres de vídeo per gastroendoscopies, 31 equips de rajos, 2 equips de hemodinamia, 8 sistemes de digitalització d'imatges i 44 ecògrafs.
Al novembre del 2014, el jutge Eugenio Zaffaroni va denunciar que van augmentar els homicidis intencionats a la ciutat de Buenos Aires. I en més de la meitat dels casos la Justícia no té dades sobre els responsables.
Durant l'última etapa del govern de Mauricio Macri, es va sancionar la utilització de la Boleta Única Electrònica, a partir de juliol de 2015.

## Problemes judicials

### Per incompliment de deures de funcionari públic
A l'octubre de 2012, la llavors legisladora porteña del Front per a la Victoria María José Lubertino, va presentar una denúncia penal contra Mauricio Macri, per haver violat el secret professional en el cas d'una dona que havia estat violada i a la qual se li anava a practicar un avortament no punible a l'hospital Ramos Mejía. La denúncia va ser inicialment arxivada, i després apel·lada per la fiscalia i la Càmera VI del Crim va donar lloc a l'apel·lació, sol·licitant es continuï la recerca.

### Espionatge a ciutadans
A l'octubre de 2009, Sergio Burstein, un dels líders de la comunitat jueva que havia liderat l'oposició contra el nomenament de Fi Palacios com a cap de Policia, a causa de les seves connexions amb l'atemptat terrorista a la AMIA de 1994, va denunciar judicialment que estava sent espiat per la Policia de la Ciutat de Buenos Aires. Poc després, la justícia va verificar que Burnstein estava sent espiat per una banda de la qual formaria part Jorge Alberto Palacios i el seu successor Osvaldo Chamorro, un advocat de la policia Federal que exercia per al Ministeri d'Educació de Buenos Aires, Ciro James, i dos jutges de la Província de Missions, entre d'altres.
La recerca va revelar que l'espionatge abastava opositors i fins i tot dirigents del propi partit de Macri, així com empresaris, sindicalistes i familiars del propi cap de govern, ja que els espies havien intervingut il·legalment el telèfon del seu cunyat, un parapsicòleg que havia estat amenaçat pel pare de Macri, Franco Macri. Al desembre de 2009 van ser detinguts per aquest cas Fi Palacios, Osvaldo Chamorro i Ciro James, alhora que va haver de renunciar el Ministre d'Educació Mariano Narodowski, assumint aquest càrrec l'escriptor Abel Posse. El jutge Norberto Oyarbide va dictar el processament de Macri sota la figura de "partícip necessari d'associació il·lícita" en aquesta causa. No obstant això, el jutge federal Sebastián Casanello va disposar que no hi ha prous proves per sotmetre al líder de Pro a judici oral, però tampoc per sobreseure el cas.
Al final de la indagatòria enfront d'Oyarbide, Mauricio Macri va declarar davant els mitjans:
"Durant la campanya electoral de 2015, Macri va intentar ser sobresegut en aquesta causa, però la Sala I de la Càmera Federal va rebutjar el plantejament, per la qual cosa el Cap de Govern continua el processament."

### Finançament de campanya
El gener de 2012, l'ONG L'Albereda va denunciar una xarxa de tracta i prostitució la qual hauria finançat la campanya de reelecció de Mauricio Macri. Va acompanyar la denúncia una foto de Mauricio Macri amb la seva esposa Juliana Awada en el cabaret «Mix Lounge» a Mèxic, al costat de Gabriel Conde, un pròfug de la justícia Argentina i la declaració de Lorena Martins, qui havia denunciat que el seu pare, l'ex agent de la SIDE Raúl Martins, regentava prostíbuls a la Capital Federal, Mendoza i Mèxic.
La denúncia havia quedat radicada davant el jutge federal Norberto Oyarbide, qui va ser recusat per la seva amistat amb Raúl Martins, per la qual cosa va passar a ser tramitada per Servini de Cobria amb la intervenció del fiscal Gerardo Pollicita.
La jutgessa la va arxivar als cinc mesos, en considerar que "Martins ja havia estat absolt en un judici oral, mentre que altres formen part d'una causa que està en tràmit i que porta la mateixa magistrada" i perquè considerava que Lorena Martins havia realitzat la denúncia per “exercir pressió sobre el seu pare”. Malgrat aquesta decisió, Servini de Cubía va enviar còpies al Tribunal Superior de la Ciutat de Buenos Aires, perquè es continuï investigant el suposat finançament de la campanya electoral del cap de govern porteño, Mauricio Macri
El 20 de febrer de 2015, la Sala I de la Càmera va fallar a favor d'una sol·licitud formulada per la Unitat d'Informació Financera (UIF) i va habilitar la recerca d'una banda presumptament dedicada al delicte de tracta de dones amb finalitats d'explotació sexual, en l'expedient s'estudia a més la connivència de funcionaris de la Ciutat i de la policia que estarien vinculats a Raúl Martins.
En una entrevista feta a Espanya, Lorena Martins, va assegurar que el fiscal Gerardo Pollicita la va amenaçar amb “ficar-la presa”, el 2012, quan la va citar a declarar per la causa i va afirmar que el funcionari judicial “està vinculat” amb el cap de govern porteño Mauricio Macri.

### Denúncia a l'INADI
El 2010, en el context d'una entrevista periodística, en ser consultat sobre la Guàrdia Urbana, va expressar que "els de la Guàrdia Urbana no feien res, era uns grassonets vestits de verd". Per aquestes declaracions, l'Observatori de Drets Humans de la Ciutat el va denunciar davant l'INADI per paraules discriminatòries cap a les persones amb sobrepès. Temps després l'Ambaixada de Bolívia li va reclamar disculpes públiques envers la col·lectivitat boliviana resident a Argentina per haver dit que la presa del Parc Indoamericano "era producte d'una immigració descontrolada", al que va respondre "No tinc de què disculpar-me, el que nosaltres fem és criticar la mentida de dir-los als germans llatinoamericans que tenim solucions per a ells".

### Papers de Panamà
El 2016 el seu nom sortí a la llum com implicat en els papers de Panamà.